# William Fitch Allen

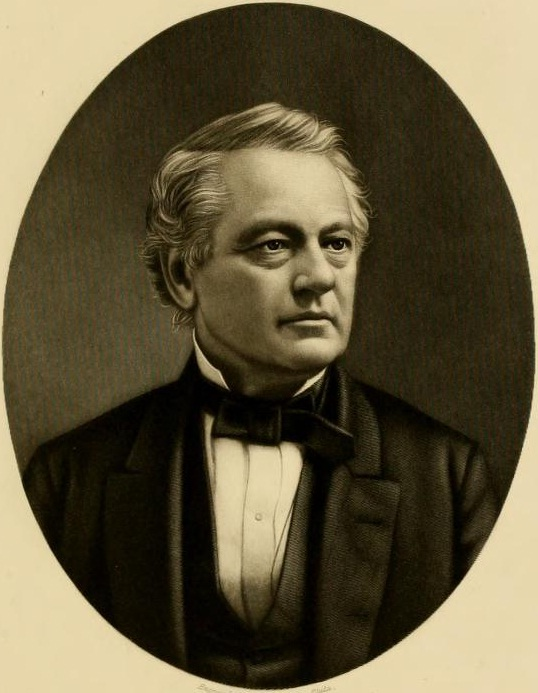
William Fitch Allen

William Fitch Allen (* 28. Juli 1808 im Windham County, Connecticut; † 3. Juni 1878 in Oswego, New York) war ein US-amerikanischer Jurist und Politiker (Demokratische Partei). Der Vizegouverneur von New York und New York State Comptroller Sanford E. Church war sein Cousin mütterlicherseits. Ihre beiden Mütter waren Schwestern.

## Werdegang
William Fitch Allen, ältester Sohn von Cynthia Palmer und Abner Harvey Allen, wurde 1808 im Windham County geboren. Seine Kindheit war vom Britisch-Amerikanischen Krieg geprägt. Über seine Jugendjahre ist nichts weiter bekannt. Er graduierte 1826 am Union College in Schenectady (New York). Danach studierte er Jura in der Kanzlei von John C. Wright in Esperance (New York) und in der Kanzlei von C.M. und E.S. Lee in Rochester (New York). Seine Zulassung als Anwalt erhielt er 1829 und führte dann bis 1833 eine Anwaltspraxis mit George Fisher in Oswego (New York). Danach ging er 1834 eine Partnerschaft mit Abraham P. Grant ein, welche er bis zu seiner Wahl an den New York Supreme Court fortführte. Er war 1836 und 1837 Supervisor in der Town von Oswego. Die Folgejahre waren von der Wirtschaftskrise von 1837 überschattet.
Allen saß 1843 und 1844 in der New York State Assembly. Von 1845 bis 1847 war er als Nachfolger von Joshua A. Spencer United States Attorney for the Northern District of New York. In seiner Amtszeit ereignete sich der Mexikanisch-Amerikanische Krieg. Er war von 1847 bis 1863 Richter am New York Supreme Court und von Amts wegen in den Jahren 1854 und 1862 Richter am New York Court of Appeals. Seine Amtszeit war vom Bürgerkrieg überschattet. 1863 zog er nach New York City, wo er seine Tätigkeit als Anwalt fortsetzte.
Bei den Wahlen im Jahr 1867 wurde er zum New York State Comptroller gewählt und 1869 wiedergewählt. Er bekleidete den Posten von 1868 bis zu seinem Rücktritt im Juni 1870.
Bei einer Nachwahl für das New York Court of Appeals im Jahr 1870 wurde er zum Richter gewählt. Im Juli 1870 wurde er einer der First Judges am neuen Gericht nach seiner Reorganisation wegen der Änderung der Staatsverfassung im Jahr 1869. Er bekleidete den Richterposten bis zu seinem Tod 1878 in Oswego.